# 1372년

## 연호
- 명(明) 홍무(洪武) 5년
- 북원(北元) 선광(宣光) 2년
- 일본(日本) 남조(南朝) 겐토쿠(建徳) 3년 / 분추(文中) 원년
- 일본(日本) 북조(北朝) 오안(応安) 5년
- 쩐 왕조(陳朝) 티에우카인(紹慶) 3년

## 기년
- 명(明) 태조 홍무제(太祖 洪武帝) 5년
- 북원(北元) 소종(昭宗) 2년
- 고려(高麗) 공민왕(恭愍王) 21년
- 쩐 왕조(陳朝) 예종(藝宗) 3년

## 사건
- 젊고 외모가 잘생긴 청년을 뽑아 자제위(子弟衛)를 설치하여 곁에 두고 좌우에서 시중을 들게 하였다.

## 탄생
- 3월 13일 - 프랑스의 왕족 루이 1세 도를레앙. (~1407년)

### 미상
- 체코의 신학자 얀 후스. (~1415년)
- 조선의 정치인 민무질. (~1410년)